# ヴィンクー県
ヴィンクー県（ヴィンクーけん、ベトナム語：Huyện Vĩnh Cửu / 縣永久?）は、ベトナムドンナイ省に位置する県である。面積は1095.7km²、人口は367,377人（2019年）である。

## 行政区画
以下の1市鎮11社から構成される。
- ヴィンアン市鎮（Vĩnh An / 永安）
- ビンホア社（Bình Hòa / 平和）
- ビンロイ社（Bình Lợi / 平利）
- ヒエウリエム社（Hiếu Liêm / 孝廉）
- マーダー社（Mã Đà / 馬沱）
- フーリー社（Phú Lý / 富里）
- タンアン社（Tân An / 新安）
- タンビン社（Tân Bình / 新平）
- タインフー社（Thạnh Phú / 盛富）
- ティエンタン社（Thiện Tân / 善新）
- チーアン社（Trị An / 治安）
- ヴィンタン社（Vĩnh Tân / 永新）